# Volley YoungStars Friedrichshafen
Die Volley YoungStars Friedrichshafen (kurz VYS Friedrichshafen) sind die zweite Volleyball-Männermannschaft des VfB Friedrichshafen. Das Volleyball-Internat Friedrichshafen ist einer von drei männlichen Bundesstützpunkten des Deutschen Volleyball-Verbandes. Leiter des Bundesstützpunktes ist Ralf Hoppe.

## Geschichte und Aufbau
Die VYS Friedrichshafen wurden im Jahr 2000 gegründet. Ursprünglich richtete sich das Programm an Spieler im Alter von 18 bis 21 Jahren, seit 2005 konzentriert es sich verstärkt auf Talente zwischen 15 und 19 Jahren. Die sportliche Ausbildung orientiert sich an den Förderkonzepten des Deutschen Olympischen Sportbundes (DOSB), des Deutschen Volleyball-Verbandes (DVV) sowie des Leistungssportkonzepts Baden-Württemberg. Der Bundesstützpunkt ist als Internat aufgebaut, sodass schulische und sportliche Leistungen kombiniert werden.
Träger des Projekts ist der Verein Freunde des Volleyballsports Friedrichshafen e. V.
Die Nachwuchsspieler sammeln Spielpraxis in der 2. Bundesliga Süd. Ziel des Projekts ist die Förderung junger Volleyballtalente mit dem langfristigen Ziel, den Sprung in die Bundesliga und die Nationalmannschaft zu ermöglichen. Bekannte ehemalige Spieler sind unter anderem Jakob Günthör, Markus und Patrick Steuerwald, Sebastian Schwarz, Julian Zenger, Yannick Harms und Sven Winter. Insgesamt 14 ehemalige Spieler schafften den Sprung in die A-Nationalmannschaft.

## 2. Bundesliga
Cheftrainer ist Adrian Pfleghar, als Co-Trainer agieren Fabian Kohl und Marc-Anthony Honoré.

## Spielhalle
Wie auch die erste Männermannschaft tragen die Volley YoungStars ihre Heimspiele im umgebauten Hangar R am Flughafen Friedrichshafen aus. Seit der Saison 2023/24 trägt die Halle den Namen SPACETECH ARENA und bietet Platz für 1000 Zuschauer.